# Bezčtvercovost
V matematice se jako bezčtvercový označuje každý prvek {\displaystyle r} okruhu s jednoznačným rozkladem {\displaystyle R}, který není dělitelný druhou mocninou žádného netriviálního prvku tohoto okruhu. Tedy takové {\displaystyle r}, že pokud nějaké {\displaystyle s} splňuje {\displaystyle s^{2}\mid r}, pak takové {\displaystyle s} musí být jednotkou okruhu {\displaystyle R}.
Typickým příklady takových prvků jsou bezčtvercová celá čísla nebo bezčtvercové mnohočleny.